# Margaluyu (Sukaraja)
Margaluyu is een bestuurslaag in het regentschap Sukabumi van de provincie West-Java, Indonesië. Margaluyu telt 6094 inwoners (volkstelling 2010).